# Duilhac-sous-Peyrepertuse
Duilhac-sous-Peyrepertuse (okzitanisch Dulhac jos Pèirapertusa) ist eine französische Gemeinde mit 145 Einwohnern (Stand 1. Januar 2022) im Département Aude in der Region Okzitanien. Sie liegt in der geographischen Region Corbières im Tal des Flusses Verdouble. Die Einwohner der Gemeinde heißen Duilhacais . Am 5. Mai 1976 wurde der Gemeindename von Duilhac in die heutige Form umgeändert.

## Lage
Das Gemeindegebiet liegt in der geographischen Region Corbières im Tal des Flusses Verdouble und ist Teil des Regionalen Naturparks Corbières-Fenouillèdes. Ein Teil der landwirtschaftlichen Flächen dient dem Weinbau und die Weinberge liegen innerhalb der geschützten Herkunftsbezeichnung Corbières.

## Bevölkerungsentwicklung
| Jahr | Einwohner |
| ---- | --------- |
| 1962 | 146       |
| 1968 | 111       |
| 1975 | 097       |
| 1982 | 094       |
| 1990 | 087       |
| 1999 | 104       |
| 2016 | 147       |

## Sehenswürdigkeiten

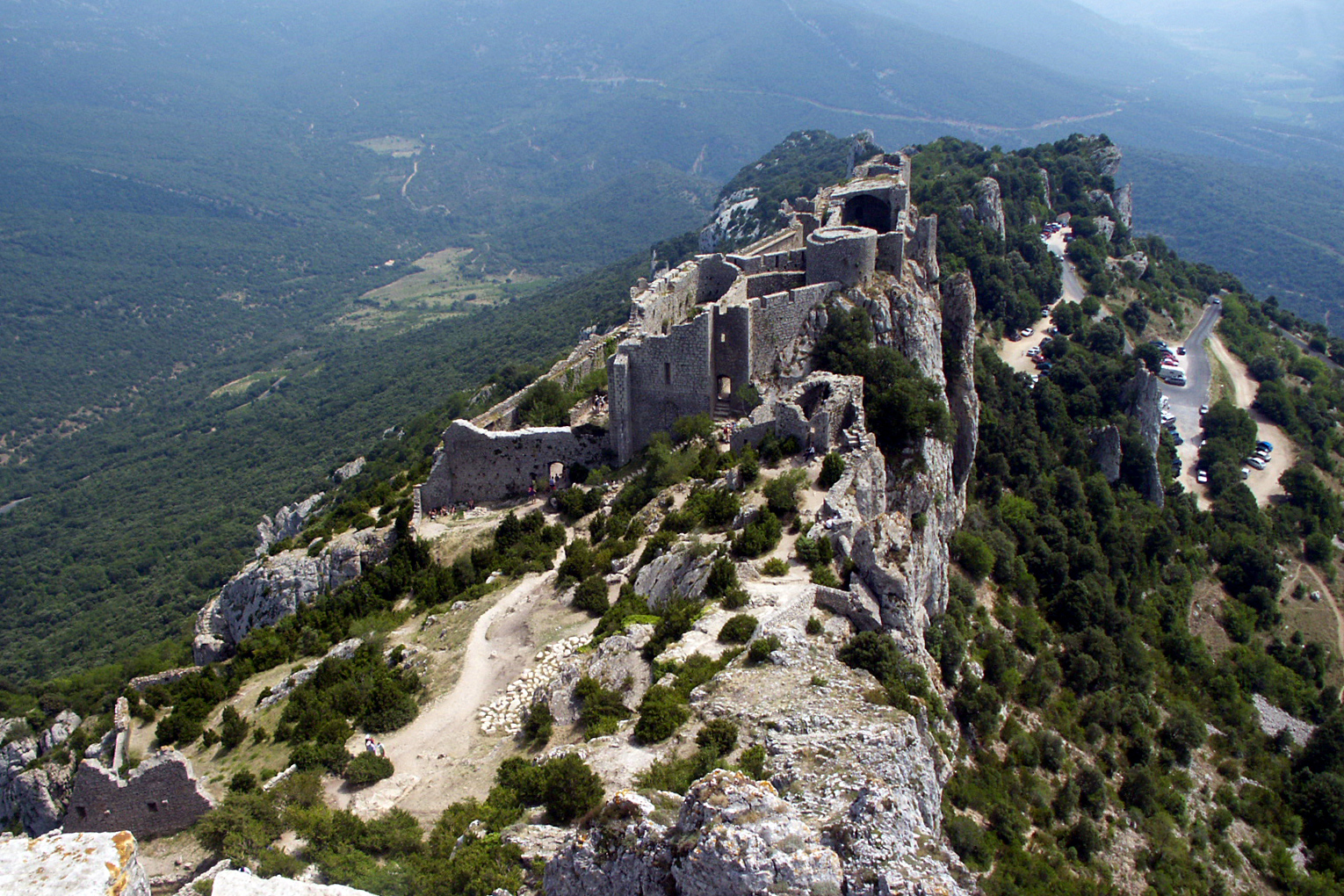
Der untere Teil des Château de Peyrepertuse

- Das  Château de Peyrepertuse wird jährlich von fast 100.000 Besuchern besichtigt. Peyrepertuse ist mit einer Gesamtfläche von 7000 m² die größte französische Festungsanlage der Katharer. Seit dem 19. März 1908 ist die Festung Peyrepertuse Monument historique und steht somit unter Denkmalschutz.